# Spencer Smith
Spencer Smith, född 2 september 1987 i Denver i Colorado, är en amerikansk trummis. Han är känd som medlem i rockbandet Panic! at the Disco, som han bildade tillsammans med barndomsvännen Ryan Ross 2005. Han lämnade dock bandet 2015.